# Хорваты в России
Численность хорватов в России (хорв. Hrvati u Rusiji), по данным Всероссийской переписи населения 2010 года, составляет 304 человека (в 2002 году в России проживало около 4 тысяч хорватов). В основном хорваты России владеют русским и хорватским языками, исповедуют католицизм.

## Краткая история
Первые хорватские переселенцы в России появились в XVII веке, и одним из самых известных стал писатель Юрий Крижанич, который прожил в Русском царстве около 15 лет и опубликовал две известные книги на тематику России и русского языка: «Грамматическое изыскание о русском языке» и «Политика». В Российскую империю часть хорватов перебралась в XVIII веке вместе с сербами, отказавшись от службы в Австрийской империи.
После образования Советской России в Кемеровской области, на Кузбассе с 1921 года стали появляться иммигранты, среди которых были и хорваты — выходцы из Королевства сербов, хорватов и словенцев. Поселение, которое строили иммигранты, было закрыто в 1926 году, однако около девяти хорватов остались проживать в Кемеровской области (ныне там живут их потомки). Одним из самых известных хорватских поселенцев в Советской России был шахтёр Анте Перкович Клишанин (хорв. Ante Perković Klišanin), прибывший в 1923 году из Нью-Йорка, получивший советский паспорт в 1930 году и доживший до 1956 года. Также в Кемерово проживают потомки Роя Оплича (хорв. Roy Oplić), уроженца Удбины, долгое время жившего в Калифорнии; Славы Крульца Ивановича (хорв. Slava Kruljac Ivanović) из Мркопля, проживавшего в Иллинойсе. В Кемерово есть музей-заповедник Красная горка, некоторые из экспозиций которого посвящены шахтёрам, участвовавшим в восстановлении народного хозяйства после Гражданской войны в России.
Часть хорватов осталась жить в СССР после Второй мировой войны как военнопленные или добровольцы, сражавшиеся в рядах РККА в Великой Отечественной войне.
В настоящее время в России проживают не только потомки ранее мигрировавших хорватов, но и успешные бизнесмены, самым богатым из которых является Стефано Влахович — президент группы компаний «Продукты питания», открывший в 1998 году в России производство замороженных полуфабрикатов.